# Modrzeńce
Modrzeńce (niem. Lerchen Berge) – dwuwierzchołkowe wzniesienie o kulminacjach wysokości 670 i 630 m n.p.m. w południowo-zachodniej Polsce, w Sudetach Wschodnich, w Masywie Śnieżnika (w Krowiarkach).

## Położenie
Wzniesienie położone jest w południowo-zachodniej części Krowiarek, w krótkim, bocznym ramieniu, odchodzącym na zachód od Żabnicy. Na północ od wyższej kulminacji wznosi się Skowronek. Razem tworzą niewielki masyw, od północy i północnego wschodu otoczony doliną  potoku Rownica, noszącą nazwę Rudy Dół. Od południa dolina potoku (dopływ z Marcinkowa) o nazwie Żabi Dół oddziela Modrzeńce od Górzycy. Obie te doliny, choć krótkie, są bardzo głębokie, a zbocza masywu - strome. Ku zachodowi opada on również stromym zboczem do Wysoczyzny Idzikowa w Rowie Górnej Nysy.

## Budowa geologiczna
Wzniesienie zbudowane jest z gnejsów słojowo-oczkowych (śnieżnickich) i łupków łyszczykowych serii strońskiej, należących do metamorfiku Lądka i Śnieżnika.

## Roślinność
Cały masyw porośnięty lasem świerkowym.